# Muraywid
Muraywid (tiếng Ả Rập: مريود) là một ngôi làng Syria nằm ở Hama Nahiyah ở huyện Hama, Hama. Theo Cục Thống kê Trung ương Syria (CBS), Muraywid có dân số 750 người trong cuộc điều tra dân số năm 2004.